# Arthur E. Goldman
Arthur Eugene "Gene" Goldman (né le 10 novembre 1953) est le directeur exécutif de la division Southeast Space Operations d’Aerojet. Avant de prendre sa retraite de la NASA en août 2012, il a été directeur par intérim du centre de vol spatial Marshall, situé à Huntsville, en Alabama,,,.
Goldman a obtenu un diplôme de premier cycle en génie civil de la Mississippi State University en 1977. Il a rejoint la NASA en 1990 en tant qu’ingénieur de projet au sein du Marshall Shuttle Project Integration Office.
Goldman est actuellement directeur des programmes NASA chez BWXT.

## Distinctions et récompenses
Au cours de sa carrière à la NASA, Goldman a été honoré à plusieurs reprises pour son travail au sein de l'agence. En 2002, il a reçu la médaille de pour la réalisation exceptionnelle de la NASA pour son « plaidoyer en faveur des petites entreprises ». En 2007, il a reçu la médaille du commandement exceptionnel de la NASA pour son rôle de chef de projet du moteur principal de la navette spatiale pour le programme de la navette spatiale. En 2010, il s’est vu décerner le Presidential Rank Award pour « ses réalisations extraordinaires et soutenues » au sein de la NASA. Goldman a également été intronisé au Meridian Community College Hall of Fame en 2010 pour l'ensemble de sa carrière.

## Après la NASA
Le 9 juillet 2012, Aerojet a annoncé que Goldman quitterait la NASA le 3 août 2012 pour devenir directeur exécutif de sa division Southeast Space Operations à compter du 6 août 2012,. La directrice associée pour la gestion au Marshall Space Flight Center, Robin Henderson, a remplacé Goldman en tant que directrice par intérim du centre,.